# آب‌انبار وادی‌السلام
آب‌انبار وادی‌السلام مربوط به سده‌های متأخر دوران‌های تاریخی پس از اسلام است و در قم، میدان الهادی، خیابان امام موسی‌صدر، جنب ورودی قبرستان واقع شده و این اثر در تاریخ ۲۷ آبان ۱۳۸۶ با شمارهٔ ثبت ۲۰۲۳۳ به‌عنوان یکی از آثار ملی ایران به ثبت رسیده‌است.